# Grevillea quinquenervis
Grevillea quinquenervis är en tvåhjärtbladig växtart som beskrevs av John McConnell Black. Grevillea quinquenervis ingår i släktet Grevillea och familjen Proteaceae. Inga underarter finns listade i Catalogue of Life.